# Gebarentaalmedia
Gebarentaalmedia zijn gebaseerd op een mediasysteem voor gebarentalen. Interfaces in gebarentaalmedia zijn gebouwd op de complexe grammaticale structuur van gebarentalen. Doorgaans wordt dit soort media gemaakt voor gesproken of geschreven talen. Deze media zijn niet compatibel met gebarentalen.

## Kenmerken
Gebarentaalmedia hebben specifieke karakteristieken:
- Geluid is afwezig, of op zeer lage tonen (bas).
- Geen of weinig tekst wordt gebruikt.
- Een specifieke cameraframe voor close-ups.

## Mijlpalen
- Analoog tijdperk:
  - Film - Gebarentaalmedia zijn geboren. De eerste gebarentaalfilm werd gemaakt in 1907.
  - Video - Gebarentaalmagazines worden verspreid op video.
- Digitaal tijdperk:
  - Digitale video en software - Gebarentaalinterfaces worden gemaakt om informatie te doorbladeren.
  - World wide web - Informatie in gebarentaal wordt beschikbaar voor iedereen met een internetverbinding.
  - De videofoon en webcam - Telecommunicatie in gebarentaal wordt mogelijk.
  - Mobiel beeldbellen - UMTS ondersteunt telecommunicatie in gebarentaal.
  - Vlogs - Nieuwssites in een gebarentaal ontstaan.